# Siderisch jaar
Een siderisch jaar (van Latijn: sidus, ster) is de tijdsduur waarin de Aarde eenmaal zijn baan om de Zon doorloopt, gerekend ten opzichte van de vaste sterren die verondersteld worden niet te bewegen. Het is de kortste periode tussen twee momenten dat de Zon vanaf de Aarde gezien op precies dezelfde plaats aan de hemel staat ten opzichte van de vaste sterren.

## Principe
Tijdens de omloop van de aarde rond de Zon zal, vanaf de aarde gezien, de Zon zich aftekenen tegen een steeds wisselende achtergrond van vaste sterren. Vanaf de Aarde gezien lijkt het alsof de Zon een cirkel beschrijft op de hemelbol. Deze cirkel noemt men de ecliptica. De ecliptica loopt door een reeks sterrenbeelden die men de dierenriem of zodiak noemt. Zo staat de zon begin januari ergens in Boogschutter, in februari in Steenbok, begin maart in Waterman en zo verder tot ze in december in Schorpioen staat en de maand daarop weer in Boogschutter.
De tijd die de Zon nodig heeft om vanaf een bepaalde plaats in welk sterrenbeeld dan ook van de zodiak opnieuw op die bepaalde plaats te komen, is een siderisch jaar. Een siderisch jaar is dus een tijdsduur.

## De duur
In 1990 werd de duur van een siderisch jaar bepaald op 365,256360417 dagen, oftewel 365 dagen, 6 uren, 9 minuten en 10 seconden. Dat is dus 20 minuten en 24,5 seconden langer dan de duur van een tropisch jaar, de tijdsduur tussen twee opeenvolgende doorgangen van de zon door een van de lentepunten.

## Narekening
In dit tijdperk verschuift het lentepunt door de precessie 50,29 boogseconden per (tropisch) jaar in de richting van de zon. De zon beschrijft deze hoek in 50,29"/360° = 0,000038804 van een siderisch jaar, wat neerkomt op 
0,000038804 × 365,256360417 dagen = 20 minuten en 24,5 seconden